# Fontenille (Charente)
Fontenille és un municipi francès situat al departament del Charente i a la regió de la Nova Aquitània. L'any 2017 tenia 322 habitants.
Compta amb dos veïnats a més del nucli: Châteaurenaud al marge del Charenta a migdia i les Défends al nord-est. El primer esment Fontanilias data del 1094 i prové del llatí tardà i significa «petites fonts».

## Demografia
El 2007 tenia 337 habitants. Hi havia 144 famílies i 183 habitatges, 146 eren l'habitatge principal de la família, 22 eren segones residències i 15 estaven desocupats.

## Economia
El 2007 la població en edat de treballar era de 216 persones, 144 eren actives i 72 eren inactives. Hi havia una empresa industrial, una taller de comerç i reparació d'automòbils, una empresa de transport, una immobiliària, un taller de reparació d'automòbils i de material agrícola.
L'any 2000 hi havia vint explotacions agrícoles que conreaven un total de 800 hectàrees.